# Universidad Atlántida Argentina
La Universidad Atlántida Argentina (UAA) es una universidad privada argentina de la comunidad del Partido de La Costa creada por la Fundación de la Atlántida Argentina. Fue inaugurada en 1995 en la localidad de Mar de Ajó y hoy cuenta con sedes de extensión en Dolores y Mar del Plata.

## Historia
Hacia 1990 en una reunión pública donde asistieron centenares de vecinos fue creada la Fundación de Atlántida Argentina, que tuvo como principal finalidad de efectuar trámites y gestiones que llevan a cristalizar la Universidad. El intendente del Partido de La Costa y áreas de influencia avalaron el proyecto para evitar el desarraigo de los jóvenes. Luego de varios años de trabajo se emite el decreto 491/94 por el que se creó la Universidad Atlántida Argentina.
La universidad empezó sus gestiones en 1995 en la localidad de Mar de Ajo. En 1997 comienza a funcionar el anexo en Dolores. En 1999 egresa la primera generación de graduados. En el año 2000 se crea el anexo Mar del Plata.

## Gobierno
La autoridad máxima de la Universidad es bicéfala y separada una de la otra estos órganos de gobierno son La Fundación de la Atlántida Argentina y el Consejo Académico.
La Fundación de la Atlántida Argentina es el órgano que administra los ingresos que requiere la universidad.
El Consejo Académico está conformado por el Rector, Vicerrector, Secretario Académico y decanos y evalúan los programas educativos e imponen justicia a pesar de que los directores de Departamento pueden impartir pero en menor proporción.
El Rector elige a los Directores de Departamento.
El mandato del consejo académico dura dos años y finalizado el periodo los decanos eligen nuevo rector y el rector elige Vicerrector, Secretario Académico y decanos.
Siempre queda abierta la vacante para la creación de centros de estudiantes dentro de las facultades y ha habido intensos pero los reclamos fueron solucionados por el Consejo Académico satisfactoriamente.
Actualmente su rector es el contador Jose Amado Zogbi.

## Sedes
Se encuentran en la sede central Mar de Ajo y los anexos en las localidades de Dolores y Mar del Plata.

### Sede Mar de Ajo
Se encuentra ubicada en la Av. Diagonal Rivadavia nª515 y se emiten las siguientes carreras.
Facultad de Ciencias económicas
- Contador Público
- Licenciatura en administración
- Técnico universitario en administración

Facultad de Derecho 
- Abogacía

Facultad de Psicología
- Licenciatura en Psicología
- Licenciatura en psicopedagogía

Facultad de Humanidades
- Guía de Turismo
- Licenciatura en Turismo
- Licenciatura en Educación Física
- Profesorado Universitario en Educación Física
- Tecnicatura en Hotelería

Facultad de Ingeniería
- Licenciatura en Informática
- Analista de Sistemas
- Ingeniería en Informática
- Tecnicatura en Mecacrónica

Facultad de Arquitectura, Urbanismo y Diseño
- Arquitectura
- Asistente en representación y documentación de obra
- Técnico/a universitario/a en proyectos de espacios para eventos

### Sede Dolores
Se encuentra en la calle Belgrano n.º 89 
Facultad de Ciencias económicas
- Contador Público
- Licenciatura en administración
- Técnico Universitario en Administración

Facultad de Derecho y Ciencias sociales
- Abogacía

Facultad de Psicología
- Licenciatura en Psicología

### Sede Mar del Plata
Se encuentra ubicado en Arenales n.º 2740.
Facultad de Ciencias Económicas
- Contador Público
- Licenciatura en administración
- Licenciatura en comercialización
- Técnico universitario en administración
- Técnico universitario en comercialización

Facultad de De Derecho y Ciencias Sociales
- Abogacía

Facultad de Psicología
- Licenciatura en Psicología
- Licenciatura en Psicopedagogía

Facultad de Humanidades
- Guía de Turismo
- Licenciatura en Turismo

Facultad de Ingeniería
- Licenciatura en Informática
- Analista de Sistemas
- Ingeniería en Informática
- Técnico Universitario en sistemas informáticos
- Tecnicatura en Mecacrónica

Facultad de Arquitectura, Urbanismo y Diseño
- Arquitectura
- Asistente en representación y documentación de obra
- Técnico/a universitario/a en proyectos de espacios para eventos

La universidad también ofrece diversas diplomaturas, así como carreras a distancia dictadas mediante modalidad virtual.